# 松山战役
松山战役（日语：拉孟の戦い），又称松山会战、松山之战，是滇西缅北战役中的一部分。在抗日战争后期，中国远征军为了打通滇缅公路，于1944年6月4日进攻位于龙陵县腊勐乡的松山，同年9月7日占领松山。全部由九州人組成的松山村日本駐軍步兵第113聯隊1,300人被全殲，日本公刊戰史上稱之為二戰亞洲戰場上的一次「玉碎戰」（全軍覆滅）。

## 起因
1942年中国远征军首次入缅作战失利，滇缅公路被切断。撤退到怒江东岸的远征军餘部与日军隔岸对峙。日军在怒江西岸及滇缅公路旁的松山修建了坚固的防御工事。而中国方面远征军与陆续赶来的援军则整编为中国远征军下辖第十一和第二十集团军共计16万人，并且接收了少量美式装备，當中大部分军官亦接受了美軍的训练。
1944年为了重新打通滇缅公路，中国驻印军（X部队）开始从印度反攻缅甸，按照史迪威的计划为配合驻印军行动，中国远征军（Y部队）分左右翼渡過怒江佔領腾冲、龙陵、松山。
松山的战略地位尤其重要，它扼守着滇西进入怒江东岸的交通咽喉。紧靠怒江惠通桥，“前临深谷，背连大坡”，左右皆山，松山突兀于怒江西岸，形如一座天然桥头堡，扼滇缅公路要冲及怒江打黑渡以北40里江面。而且掌握著怒江战场的主动权：“进可攻，退可守，还与腾冲，龙陵形成犄角之势，互相呼应，松山不克，滇缅公路不通，交通运输困难，反攻龙陵、腾冲，就会得而复失”。所以说，松山战役是滇西战役中关键性的战役，松山被称为“东方的直布罗陀”。

## 战场概况

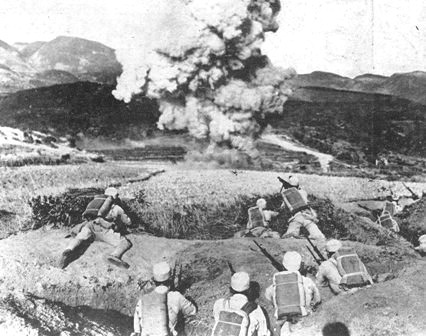
國軍士兵於松山畔作戰

1943年初日军在太平洋战场上连遭失利之后，松山就已被日軍作为支撑滇西和缅甸日军防卫体系的重要据点。日军第十五军司令部专门从缅甸调来一支工兵部队，另外从中国滇西泰国、缅甸印度征集大批民工约1,670人（其中印度人80余人，东南亚华侨138人），昼夜施工。为保密，仅允许他们到大垭口为止。
1944年2月21日至25日，工事完成后，为完全保密，日军将抓来的民夫以打防疫针为名，全部秘密注射处死，并焚尸掩埋（来源？）。战后在大垭口曾发现“千人坑”。松山大垭口村 “战争遗物陈列馆” 杨金满的家，当年住过日本伤病。“国刚松山抗战遗物陈列馆”的杨国刚，采访过被日本人抓到山上去做苦力，受过日军虐待的老人，但是没有提到秘密处死修工事民扶的事。
1942年底完成第一期施工。后又以防御为主，对松山腹部阵地加固和扩建，于远征军反攻前夕完成。至1944年5月，已建立城堡式坚固防御阵。在滚龙坡（日军称本道阵地）、大垭口（日军称中间阵地）、松山、小松山、大寨、黄家水井、黄土坡（日军称横股阵地）、马鹿塘编成7个据点群，每个均以数个最坚固的母堡为核心，四周有数个子堡拱卫，共有子母堡40多座，堡垒互为侧防。堡垒一般分三层构筑，相当于三层楼埋于山体之中。
1946年方国瑜教授曾现地进入日军工事，描述日军堡垒为：“敌堡垒主体构筑，大部分为三层，上作射击，下作掩蔽部或弹药粮食仓库；更于下层掘斜坑道，其末端筑成地下室，又有于下层之四周筑地下室者。堡垒上掩盖圆径至70厘米之木桩，排列成行，积四五层，上铺30毫米厚的钢板数层，积土厚逾1米，虽山炮命中，亦不能破坏此坚固工事。堡垒出地面之四周，安置盛满沙石之大汽油桶，排列三重，桶间复加钢板数层，桶外被土，故150毫米榴弹重炮命中不能破坏，内部所受之震荡亦微。堡垒内三层之间，亦盖以圆木径50厘米者二三层，故上层倒塌不致影响下层。……”
堡垒外围遍布蛛网状交通壕，以连接各主要阵地，甚至步兵炮亦可移动。且交通壕侧壁凿有大量洞穴式掩蔽部，并连缀大量散兵坑。部分据点外设有铁线网两三道，纵深4米。随着堡垒阵地群的建成，整个松山也将近挖出，状如大型蚁巢，地下交通网络四通八达，电灯、供水俱已解决。因伪装良好，无论空中还是陆上，均不易查觉也不易破坏。日本南方軍总司令官寺内寿一元帅，缅甸方面军司令官河边正三中将，第十五军司令官牟田口廉也中将和第五十六师团长松山佑三中将都曾亲往视察，现场观看重炮轰击和飞机轰炸试验。试验表明，数枚五百磅重型炸弹直接命中亦未能使工事内部受到损害，司令官们对此极为满意。

## 战场事态

### 日军
日军阵地编成整个松山阵地，以松山顶峰为主阵地。将滚龙坡与大垭口构成独立坚固据点，互为犄角。其所建之坚强堡垒群，有体系地散布于松山南北之密林杂丘之中。山上有天生石洞7个，在长岭岗山脚利用村庄，构筑若干个堡垒及掩蔽部，为指挥中心。总的说，整个松山阵地以五个独立作战的坚固据点组成。——松山顶峰（称为子高地）、滚龙坡（日军称本道阵地）、大垭口（日军称中间阵地）、黄土坡（日军称横股阵地）、阴登山，每个据点依地形在制高点构筑一个或二个主堡，在两侧构筑若干个子堡，在阵地前构筑侧射潜伏小堡，用交通壕（部分有盖）相连接。
工事构筑：日军防御工事深入地下，隐蔽，坚固，不易查覺也不易破坏，大小堡垒均設有良好掩護工事，盖材用直径20～30公分树干一二层，积土在一公尺以上。工事表面有伪装，地面及上空均不容易发现。因此飞机炸弹及轻重炮弹都不易破坏，主堡后有掩蔽部，以储存弹药食粮及其他军用品；交通壕有立射散兵坑。
火网编成：主堡内有重机枪，子堡及侧射堡内有轻机枪，交通壕内有步枪、枪榴弹、掷弹筒，主堡后有迫击炮。近距离用冲锋枪、手榴弹。日军使用各种直射、曲射兵器，在阵地前编成浓密火网，因此接近堡垒是非常困难的。
障碍物及附属设施：日军阵地前有铁丝网1～3道，鹿砦1～2道，敷设地雷及陷阱。阵地内附设有水管及照明设备。防守松山的日军，利用地形，有计划的编成阵地，利用高大木材，构筑坚固工事；使各个据点具备独立作战能力，其强固程度，相当于钢筋水泥之永久工事。
防守松山的日军部队是第五十六师团下属步兵第113聯隊的拉勐守备队，指挥官為野砲兵第56連隊第3大隊隊長金光惠次郎少校。守備隊原始編制應該是113聯隊2800名步兵以及一個大隊的野炮兵部隊擔任守備，不過因為3個月前駐印遠征軍自印度北方發動攻勢的緣故，因此113聯隊大部分軍力被抽調至前線補充，只留下少量兵員以及傷兵負擔任務，因此在松山戰役時的日軍防衛部隊戰力嚴重不足，當時守備隊兵員組成為：
- 野炮第3大队本部，113联队本部：170名（大寨，黄家水井）
- 机枪2中队，辎重第1中队180名，十榴1、速射2（大寨，黄家水井）
- 步兵2中队，野炮8中队：140名，十榴2（滚龙坡）
- 步兵6中队：60名（阴登山）
- 联队炮小队：70名，联队炮2（大垭口，红木树）
- 速射炮中队，步6中队：50名（松林堡）
- 步4中队：50名（黄土坡）
- 野炮7中队，9中队  150名，十榴5（马鹿塘）
- 步4中队70名（子高地）
- 军旗护卫小队：30名（大寨、黄家水井）
- 担架3中队：400（伤病员300余名，除重伤者，均被配属各阵地，黄家水井）

该守备队配备重武裝有100公厘榴彈炮8門、山炮2門、反戰車炮2門、高射炮4門，雖然部隊人力嚴重不足，但火力結構尚稱完整。除此之外守備隊储备了100日分的粮食弹药。並以第一次中國遠征軍棄置的T-26坦克做為固定碉堡強化防衛能量，除去傷兵與後勤部隊，實際完整作戰兵力不滿千人。

### 中国远征军
参战部队：
第一阶段
远征军第十一集团军下属的71军新28师（欠一个团）担任攻击任务。该军另外两个主力师（87、88师配属新28师的84团）和第6军的新39师的主力则绕过松山进攻龙陵县城，以切断龙陵日军对松山进行增援。由于侦查报告说松山日军约有三、四百人，火炮五门，机枪十余挺。所以71军开打算以一个步兵团，在军属山炮营支援下几天之内全歼松山日军。
第二阶段
远征军总预备队第8军（非全编制参战），军长何绍周。该军编入远征军序列并接受美式武器及训练的时间较晚，且从滇南步行1千公里到达保山后，接受远征军总部多种任务而分散各地。必须经远征军总部同意后方能陆续调入松山战场，故“番号虽多，但得使用之兵力，远未超过两个步兵团之力量”。
- 军司令部和直属部队
- 82师246团、245团第2营
- 103全师（307、308、309团、师司令部及直属部队）
- 荣1师第3团、第2团第1营
- 配属部队：炮10团、炮7团混合营、71军山炮第2营、第5军山炮第8连、工兵15团第9连。

注：第8军荣1师主力（荣1团和2团第2、3营及师直属部队等）此前奉命由副军长李弥带队增援龙陵，7月29日后李弥加入松山，荣1师主力仍在龙陵；第82师244团主力奉命防守怒江东岸。　　

## 作战经过

### 第一阶段
- 1944年6月1日，怒江东岸远征军重炮射击松山、音部山日军阵地。第十一集团军71军新28师强渡怒江，向竹子坡攻击前进。远征军突然发动的左翼攻势令日军陷入被动。但國民革命軍对敌情报严重缺失，错估松山日军仅三四百人，故非常轻敌，甚至在71军新28师移交任务时，转给第8军的仍是“其情报敌仅三四百人，炮一二门，据有坚强之工事”。而日军因為戰前取得正確資訊，完全掌握了國軍的攻勢方向，故各防衛隊均在戰前完成了正確的兵力部屬，這讓整個松山戰役打得更久也更加慘烈。

一战松山
- 1944年6月4日－7月1日。由於低估日軍防衛能力，遠征軍僅派71军新28师的82團、83團、第6军新39师第117团這三個團進行攻堅任務，指揮由71军新28师副师长王治熙、第71军军长钟彬負責。然而早有準備的日軍利用暗堡與地道交織了成功的火力剿殺圈，並輔以夜襲帶給國軍極大的壓力，攻堅人員在松山的外圍陣地地竹子坡、腊孟街及阴登山前便被擋下。

6月4日，71军新28师82团（团长黄文徽）占领竹子坡，并将报告师部日军夜袭伎俩，但未获重视。
6月5日，71军新28师82团攻击阴登山阵地。阴登山有六七十度陡坡，到处是暗堡，为松山主峰屏障。远征军进入阵地100米内日军才突然开火。冲击山顶的第3营仅一个排的人生还。东岸山炮营支援下82团另两次山顶冲峰均遭失败。83团一部破坏了淘金河公路桥梁，切断龙陵日军增援通路。第82团再次报告日军偷袭未遂险情，建议通报各部保持高度警觉。
6月6日，82团调2具美式“巴祖卡”火箭筒、3具M2火焰喷射器。步兵越过铁丝网，冲上山顶，与日军肉搏。但反斜面及松山日军炮火向山顶轰击，國民革命軍撤出战斗。7连梁连长、9连李连长阵亡，全团伤亡50余人，计日军伤亡不下于此。另83团3营推进至滚龙坡前。
6月7日，82团夺取阴登山阵地，日军队长被炸断腿自杀。83团攻击滚龙坡。滚龙坡为竹子坡后最高点，如能占领则松山日军腹背受敌，故战事激烈不下于阴登山争夺战。
6月8日－20日，总体战事陷入僵局。11日，第6军新39师117团划归新28师。13日，國民革命軍在向导带领下破坏日军由黄土坡至大垭口、阴登山供水管。
15日，83团3连占领阴登山侧防小堡垒3个。17日，82团占领阴登山山顶大部，83团夺大垭口堡垒2个。松山攻势无大进展，龙陵反现危局，卫立煌被迫运用远征军总预备队新编第8军，荣1师2团3营、荣3团拨71军攻打松山。20日，82团完全占领阴登山，但已无力攻松山。83团、84团2营攻滚龙坡。國民革命軍重炮无意间命中大垭口敌炮兵弹药库。至此，松山攻击中國民革命軍各部伤亡1,600多人，其中新28师伤亡逾千。6月中旬雨季来临，山洪暴发，怒江江面涨宽一倍，交通断绝，山道泥泞，骡马、飞机均不能行。无后勤保障，远征军军心动摇，攻势颓退，虽人数占优，但天时地利不利，背水一战，交通受阻，大雨滂沱，进攻困难。
21日，卫立煌、宋希濂、成刚都认识到原计划中处于次要位置的松山已成为关键，松山不克，则可能全线崩溃。遂令71军钟彬军长率新28师84团主力，转至松山督战指挥。
6月22—23日，71军军长部署第6军新39师117团、71军新28师82、83、84团1营、71军山炮连攻击松山日军。伤亡甚重。
27日，钟彬令刘又军为前线指挥官，以117团、炮1团最后一次步炮协同攻击，失利。到7月初第8军接防为止，攻下了日军竹子坡、腊勐街、阴登山几个支撑点，然而離主陣地仍遙遙無期。這波攻勢28师與新39师117团伤亡近1,700人（士兵阵亡805人，伤763人；军官阵亡50人，伤108人），在抗戰後期一個團多在1,000人左右，這種超過50%的傷亡率幾讓這幾支部隊得退出戰場整補，至於其犧牲換取的是毙伤日军596人。
6月28日，日军第240飞行战队的六架飞机给守备队空投了弹药补给，这是松山战役以来日军飞机首次出现，日军士气大受鼓舞。

### 第二阶段
- 1944年6月30日，卫立煌决心將远征军总预备队新编第8军担任松山攻堅，令第8军军长何绍周接替71军军长钟彬，完成指挥权交接。7月1日，何绍周抵达。怒江简易桥修复通车。第6军新39师117团转调龙陵。

二战松山
- 7月2日—7月6日，荣3团第1、2营主攻松山子高地未果，但占领北侧阵地（后爆破子高地坑道即由此处往前开挖）。何绍周召开营以上作战会议。最重要的决定，是由直攻改为从滚龙坡侧击。此后一劈到底，再未改变。

三战松山
- 1944年7月7日—7月11日，第82师246团、荣3团主力、荣2团第3营进攻滚龙坡、大垭口、子高地未果。何绍周在前线召集师团长会议。战术改进：不能仅以占领制高点为目标，须攻克堡垒，全歼守敌。具体方法是：采取限制目标攻击法，逐步攻略，避免一举突贯；以占领高地棱线为满足，绝对禁止突下反斜面，以免被袭；以有力之兵占领敌工一中，逐步严密肃敌；必以炮火先行破坏敌堡。进攻重点仍是滚龙坡，再逐步推进。松山战役（包括密支那、腾冲战役）成为中国军队第一次真正意义上全胜的攻坚战。第8军103师307团奉远征军司令长官部令，自祥去车运抵达腊孟街。

7月10日，远征军司令长官部调71军山炮第1连赴平戛，何绍周请示暂缓，未得允许。第8军自第11兵站分站取得補充彈藥步机枪弹2万发、炮弹1379颗。
四战松山
- 7月12日—7月19日，103师307团，82师246团，荣3团、荣2团第3营，攻击滚龙坡、大垭口、子高地未果。7月14日，何绍周电告东岸炮兵调整战术，改区域性轰炸为限制目标，精度射击，定点破坏。至此确立对敌阵地“先行软化，再行攻略”方针。

五战松山
- 7月20日—7月25日，103师307、308团，82师246团，荣2团第3营，夺取了滚龙坡丙、丁、庚高地。军长何绍周将指挥所设在竹子坡，卫立煌也2次亲临。总结经验：不能急于求成，应弄清敌情，步炮协同逐一破坏；昼夜对壕作业，蚂蚁啃骨头。

20日，日军联队长要求113联队副官真锅邦人大尉必要时烧掉军旗。日军打算偷袭國民革命軍指挥部，但未成功。21日，本道阵地守备队长井上要次郎中炮毙命。
23日，15架日机空降物资。國民革命軍展开中国近代战争史上罕见的步、炮、空等诸兵种联合攻击作战。何绍周要求各师指挥部于阵前1000米内；团指挥部于500米内；军指挥部距中央阵地1000米内，均在敌重武器有效射程内。战术总结：推进山炮于最近距离，集中一点续发，迫敌下行，國民革命軍再封堵、喷火。
六战松山
- 7月26日—8月2日，103师308团、中央队246团，夺取了滚龙坡戊、乙、甲高地。7月26日，日机空投轰炸，被國民革命軍炮击伤敌轰炸机两架，击落一架。7月29日李弥副军长从龙陵转至松山协助何绍周。7月31日，308团2营占领滚龙坡戊高地。8月1日，307团破坏日军第二蓄水槽，炮毁敌仓库。何绍周令71军山炮营2连组成“单炮敢死队”，推进至阵前摧毁堡垒。8月2日，何绍周被迫下令炮击已高地，國民革命軍246团几十士兵与日军同归于國民革命軍炮火，终于占领滚龙坡，斩断敌阵之首。

七战松山
- 8月3日—8月19日，荣2团3营，246团主力，308、307团，攻击小松山巳、午、未高地未果；夺取大垭口已、壬、癸、辛高地。8.3，蒋介石严令卫立煌转第8军于9月上旬克服松山，“如果违限不克，军、师、团长应以贻误戎机领罪！”何绍周遂召集众将开会，决定对子高地实施“坑道爆破”。8月7日为掩护坑道作业由82师副师长王景渊为攻击指挥官，统率82师246团（团长曾元三）和军工兵营，采取对壕作业办法，在日军子高地（松山顶峰）下挖坑道用炸药爆破山顶，为掩护坑道作业而进行的牵制性攻击，伤亡颇重。日军守备队长金光惠次朗下令重伤员自杀，遭抵制。日军派出小队夜袭，炸毁國民革命軍4门火炮。12日，击毁敌机一架。13日，307团前锋夜袭大寨，下士班长张学成带3名战士冲入敌113联队司令部，缴获日军113联队关防印鉴。15日起，敌预感國民革命軍爆破子高地意图。17日，原守保山机场的荣3团3营归建。18日，敌机21架轰炸惠通桥。19日晨，120箱、共3000公斤美制TNT炸药被装入子高地敌堡下两个药室。

八战松山
- 8月20日—8月27日。20日，卫立煌、宋希濂及美国将领至竹子坡观战。预定9：00起爆，因荣3团佯攻未撤而推迟。9点15分，军长何绍周在竹子坡通过电话下令起爆。敌主峰碉堡被冲起数米，烟柱一两百米高。荣3团、82师245团、103师第308、307团，夺取松山子高地，并击退两次敌偷袭。其中21日误传丢失子高地，实际上自20日9点半起，荣3团1营2连、7连以及8连高建国排长所率18名士兵，一直坚守子高地两昼夜，并与21日后来者共同巩固了阵地。

23日，日军守备队长金光惠次郎销毁掩埋了光学器材、被俘、阵亡者遗骨、文书。8月24日，原驻祥云的103师309团到达，作为最后生力军，对松山之战命运有决定意义。军长何绍周遂指示熊绶春统一指挥该团主攻丑、寅高地，攻击部署必须：牺牲少、效果大、时间短。
25日，蒋介石发了封刺激性电报给卫立煌，卫遂派督察组至松山。第8军遂提出弹药不足等问题，并请督察组将军队态势、兵力概要及不能“孤注一掷”攻击之由转报卫立煌，表示绝不违命。
九战松山
- 8月28日－9月1日，309团、82师245团、荣3团、荣2团3营，307、308团，夺取松山主峰诸高地及大寨一部。309团损失颇重，30日，拉孟守备队向56师团发出求援电报。31日，國民革命軍清剿隐蔽工事内之残敌。309团占领4、5号高地。晚10时，何绍周转给熊绶春卫立煌限即日肃清残敌令，然均觉类似此等限日限期令不切实际。

十战松山
- 9月2日－9月15日，103师各团及直属队、荣3团、第245团、第246团，夺取大寨、黄家水井、黄土坡、马鹿塘，收复松山。9月2日，第8军指挥部推进到子高地。清晨6点，何绍周电话命令各部限本日肃清松山之敌，准备通车。午后1时，何绍周转各部卫立煌“申未冬”严令：“松山残余之敌为数甚少；目前全局成败，转捩点全在松山；限该军于本日将松山及大寨之敌全部肃清，不得藉口先后及顾虑任何牺牲；如逾限未能达成任务，着将负责之师长、团长一起押解长官部，以军法从事，该军长亦不能辞其责！”307、308团完全攻占大寨。深夜，第8军司令部下达次日最后歼灭全部日军令，103师师长熊绶春为左兵团指挥；82师副师长王景渊为右兵团指挥。另以245团为松山既占地区守备队，副军长李弥统一指挥守备队及右兵团。

1944年9月3日，第309团占领3号高地一座堡垒。当夜，日军组织兵力猛烈反扑，阵地得而复失。卫立煌电令第8军枪毙第309团团长陈永思。
9月4日，何绍周令王光炜代理第309团指挥，与陈永思一道率“敢死队”攻占3号高地堡垒。当夜，再次遭到日军偷袭，阵地丢失，部队被冲散。荣3团团长赵发毕率20余名士兵驰援。
9月5日，荣3团与第309团将3号高地反扑之敌击退。第307团（附第246团加强连和第103师工兵连、搜索连）、第308团攻克黄家水井。第8军调怒江东岸第244团第1营增援。当夜，松山日军陆续向第56师团发出“最后处置”情况和“诀别”电报。
9月6日，第244团第1营抵达战场，接替完备阵地。第245团与荣3团合力攻占3号高地。日军命令重伤员自杀，并杀害部分朝鲜慰安妇，少数慰安妇逃走后获救。日軍指揮官金光惠次郎少佐於17時遭國軍迫擊砲擊斃，指揮官由副官真锅邦人大尉繼任。
9月7日凌晨，真锅邦人大尉命令野戰炮兵五十六聯隊之木下昌已中尉准备出逃。國民革命軍全力聚歼1、2、3号高地及马鹿塘残余之敌。真锅邦人大尉焚烧军旗后独自发起“萬歲衝鋒”，被國民革命軍击毙。松山战役取得完全胜利。
9月9日，蒋介石发电称“获悉松山阵地于9月7日为第8军攻占，心中极为欣慰”；令第20集团军务必在9月18日前攻克腾冲（后于9月14日攻克腾冲）。史迪威向远征军最高顾问多恩准将发电祝贺。
9月10日，何绍周致电军委会，提请叙奖第8军参谋长梁筱斋、第82师副师长王景渊、第103师师长熊绶春。9月14日，第20集团军攻克腾冲。日军第33军司令官本多政材决定终止对龙陵攻势，令第2师团断后，指挥龙陵守备队留守，以掩护松井部队救援平戛日军。
9月18日，龙陵守备队长小室钟太郎因擅自后移防线遭斥责，切腹自杀。9月27日，卫立煌致电军委会，以“指挥松山战役，战果辉煌”提请颁给第8军军长何绍周青天白日勋章。之后团长赵发毕、王光炜，营长谢梦熊（阵亡）、黄人伟亦获青天白日勋章；军政部授予第8军103师以特殊战功部队最高荣誉“飞虎旗”一面。
10月29日，远征军各部在炮兵、空军协同配合下向龙陵守敌发起第三次总攻。11月3日，國民革命軍收复龙陵，日军沿滇缅公路向芒市溃逃。

## 总结

### 地位和意义
- 打破滇西战役僵局，为最终打通公路奠定了基础，拉开了中国大反攻序幕；
- 是中国抗日战场首次获得胜利的攻坚战、中国战略反攻阶段“转折点”之战；
- 日军在亚洲战场的第一个所谓“玉碎”战。日本天皇亲授的联队军旗被毁，旗冠深埋地下，113联队不复存在，成为日军在中国战场上首次遗留上千具遗骨迄今无法收殮的败仗。
- 松山战役，成为山地丛林攻坚战的典范，并有雨季等因素，具有很高的军事学研究价值。战后第8军司令部参谋处编撰《第八军松山围攻战史》，为陆军大学教材（1947），此役也被写入美国军校教材。
- 此役遗址至今保存较为完好，是第二次世界大战中保存最为完整的战场遗址之一，具有重大历史文化价值。目前尚在勘查、保护和开发中。

### 伤亡统计
- 松山战役第一阶段，6月4日到7月2日的一个月，71军新28师、第6军新39师117团（陆续增加），攻占了松山外围阴登山、腊孟街、竹子坡，伤亡近1,700人，其中阵亡855人，包括士兵805人，军官50人；负伤844人，包括士兵736人，军官108人。另失踪32人。毙伤日军596人。與國民革命軍伤亡比，接近1：3。

- 松山战役第二阶段，从7月2日始到9月7日结束，历时68天，第8军投入作战总兵力15,975人（含配属炮兵），共阵亡3,145人（士兵3,038人，军官107名），负伤2,929人（士兵2,741人，军官188人）。伤亡总数达6,074人，伤亡率38%。另有18人失踪。全歼日军拉孟守备队，约击毙日军1250人，俘虏28名（应含慰安妇）。敌國民革命軍伤亡比1：4.86，接近1：5。

- 整个松山战役，远征军共历时近百天，动用约10个团，兵力总计2万多人。伤亡总数7,763人（含失踪人员）。包括：阵亡总人数4,000人，负伤总数3,773人，失踪总数50人。毙杀日军1,250人，敌國民革命軍伤亡总比例约为1：6.2，且战死人数超过了负伤人数。

## 影響
國民革命軍攻佔松山後後打破了滇西緬北會戰的僵局，滇緬公路可以暢通無阻地將大批後備部隊和裝備、物資及重炮兵源源通過了這個「東方直布羅陀」，向龍陵戰場開去，形勢立即逆轉。此時騰沖圍攻戰也已近尾聲。同時，松山戰役也替東線國軍的豫湘桂慘敗，消除了部分在國際上對中國能否繼續抗戰的疑慮。
9月14日，中國軍隊光復騰沖，11月3日，龍陵戰役結束；1945年1月，戰線被節節推至境外。以國軍新38師為前鋒的中國駐印軍在緬甸芒友與遠征軍會師取得了滇西緬北會戰會戰最後的勝利。而松山戰役是抗日戰爭中最為慘烈的戰役之一，戰爭的歷程給雙方參戰的士兵留下了很大的影響，隨後幾十年一直有倖存的日軍來松山拜祭。
戰爭結束後，日軍第56師團的隨軍記者品野實回到日本後在《每日新聞》社工作，後來當到執行主編，他寫了一本書《中日拉孟決戰揭密：異國的鬼》，詳細描述了松山戰役的過程，松山戰役中倖存的日本兵只有7、8個，戰後他們曾為反戰奔走，後來受到激進好戰日本右翼份子的恐嚇，包括這位品野實，80年代後，他們都銷聲匿跡了。近年來因連續劇拍攝相關議題，因此在中國大陸掀起了一股遠征軍的熱潮，而松山戰役做為遠征軍最慘烈的一戰也頗受人們關注，一些民間志願者發起了救援遠征軍老兵活動。

## 纪念
- 松山战役旧址：第六批全国重点文物保护单位。

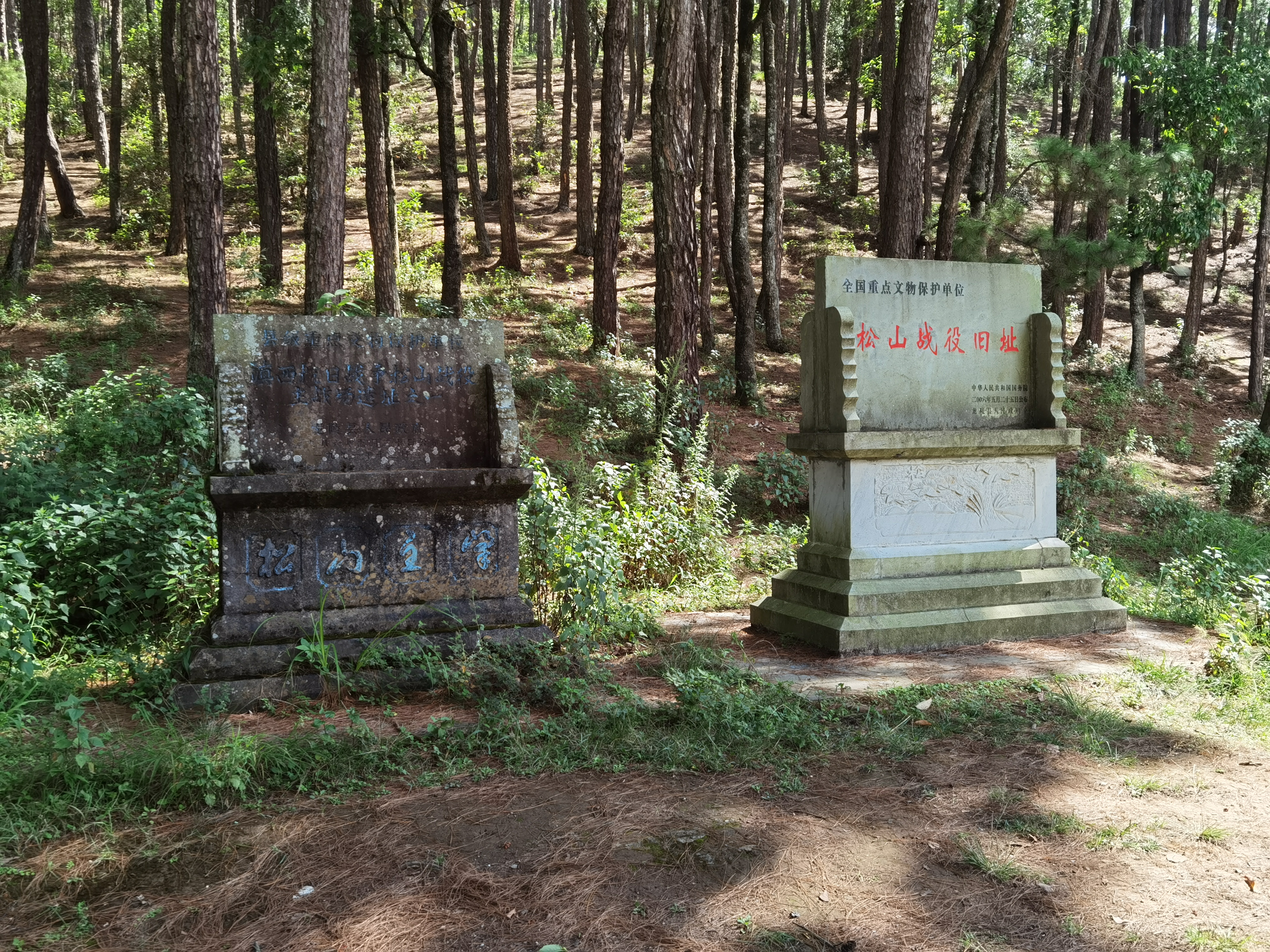
松山战役旧址

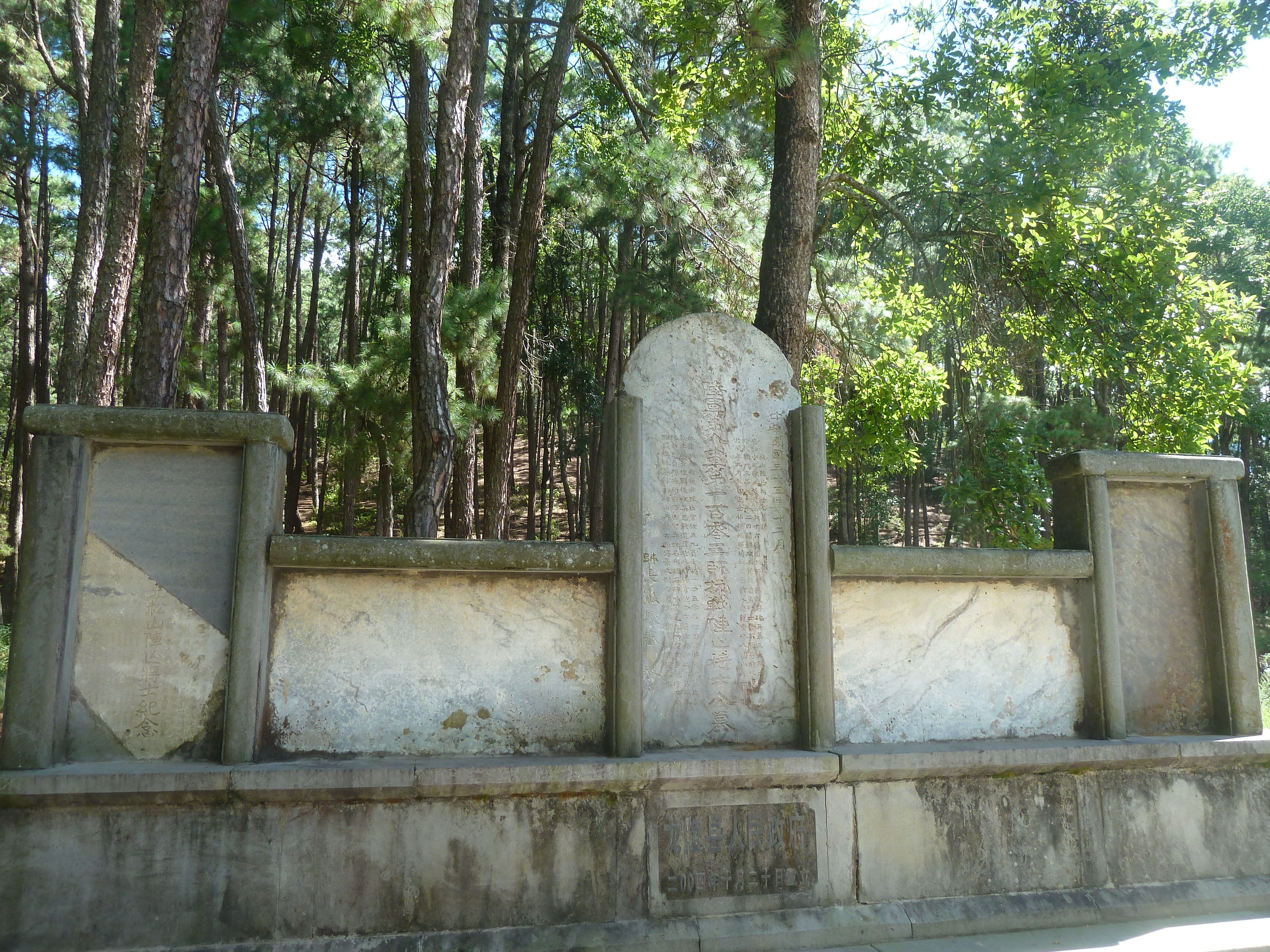
陆军第八军第一百零三师阵亡将士公墓

- 松山战役第八军阵亡将士纪念碑、松山阵亡将士移葬记略碑：位于松山大垭口。1944年9月，松山战役结束后，第8军在松山大垭口建有阵亡将士公墓，纪念碑。在老人回忆里，当年松山山道两边整齐排列着装满泥土的汽油桶，每个油桶上放着一盆鲜花，鲜花边上，插着写有阵亡者姓名的小木片。1947年12月，烈士遗骨移葬至云南保山市易罗池畔。松山公墓原址处，纪念碑仍存。另建有“松山阵亡将士移葬记略碑”，落款“云南省警备司令、前第八军军长何绍周题”、“中华民国三十六年十二月”。碑文：“民国三十三年秋，我第八军奉命收复滇西，血战百余日，伤亡官兵6,000余人，始尽全功，当时弃葬之忠骸，已移殡保山南郊易罗池畔”。[7]上世纪60年代，这个阵亡将士公墓被彻底摧毁。刻有烈士姓名的石碑，先是被人砸成两截，然后被抬到小学里做石阶，刻着烈士名字的那面正好朝上，顽童们的小脚无数次地在石碑上踩来踩去，上面的名字日渐模糊，直到再也看不清楚。

- 陆军第八军滇西战役阵亡将士公墓、陆军第八军滇西战役阵亡将士纪念碑：位于云南保山易罗池畔。系1947年12月从松山大垭口原公墓迁葬而来。据朱理嘉回忆，公墓在纪念碑南略高处，为方形。墓前有石祭台，距纪念碑约十余米。墓和碑均用五面石砌成。面向易罗池，庄严肃穆。正面墓碑中央为“陆军第八军滇西战役阵亡将士公墓”，旁边为“前陆军第八军军长何绍周题”。墓顶出沿下有白崇禧的题诗：“东夷肆虐来侵我邦，嗟尔多士效命严疆，松山一战我武维扬，寇气既靖六合重光。”墓侧面及后面刻有第八军在松山战役中阵亡的三千八百多位将士，其中排以上军官均有姓名籍贯，士兵则刻有各建制单位的阵亡人数。墓另一侧的碑文记述了第八军攻克松山的始末。纪念碑也为方形，碑正面直排为“陆军第八军滇西战役阵亡将士纪念碑”，另一边是建墓年月。公墓和纪念碑后均遭受破坏。现原址重建纪念碑，但题名改为“滇西抗日战争纪念碑”。其实此处埋葬和纪念的本是“国民革命军陆军第八军滇西战役阵亡将士公墓”、“陆军第八军滇西战役阵亡将士纪念碑”。

- 陆军第八军滇西战役阵亡将士纪念碑：1947年，原第8军军长、后任昆明警备总司令的何绍周，原副军长、后任第8军军长的李弥以及云南各界人士等，在云南昆明市圆通山公园修建了一座“陆军第八军滇西战役阵亡将士纪念碑”，背面署名何绍周、李弥等等。正面刻有碑文：“岛寇荼毒，痛及滇西。谁无血气，忍弃边陲。桓桓将士，不顾艰危。十荡十决，甘死如饴。瘗忠有圹，名勒丰碑。懔懔大义，昭示来兹。”昆明第8军滇西战役阵亡将士纪念碑。文革时，此墓碑遭到破坏，现只残存碑基底座和围栏，基座上面还被放了一架歼击机供人观赏，痛惜原状不再。

- 陆军第八军第一百零叁师抗战阵亡将士墓：位于松山山顶，落款是103师师长熊绶春，在松山战役旧址范围内。

## 影视作品
- 《我的团长我的团》
- 《滇西1944》

## 轶事
- 耸立在子高地与阴登山交界处山坳中的大榕树自1949年后自然枯死，然2005年后，又奇迹般的复活并开花。

## 延伸阅读
- 国民党陆军第八军司令部参谋处编撰. . 重庆陆军大学. 1947  [2022-11-09]. （原始内容存档于2022-11-09）.
- 《陆军第八军第一零三师围攻松山战斗详报》，第二历史档案馆馆藏资料
- 《陆军第八军第一零三师滇西阵中整训日记》，第二历史档案馆馆藏资料
- 吴致皋. . 台北: 文星书店. 1962  [2022-11-09]. （原始内容存档于2022-11-09）.
- 徐康明. . 北京: 军事科学出版社. 1995. ISBN 7800218619.
- 徐康明. . 北京: 解放军出版社. 2007. ISBN 7-506-55428-3.
- 余戈. . 北京: 生活·读书·新知三联书店. 2009. ISBN 978-7-108-03245-4.